# Galumna rhinoceros
Galumna rhinoceros är en kvalsterart som först beskrevs av Bernini 1984.  Galumna rhinoceros ingår i släktet Galumna och familjen Galumnidae. Inga underarter finns listade i Catalogue of Life.